# ゴッドシーカー
『ゴッドシーカー(GODSEEKER)』は堤利一郎による日本の漫画作品。アスキー・メディアワークス発行の漫画誌『電撃大王ジェネシス』にて連載されていた。単行本はアスキー・メディアワークスから電撃コミックスのレーベルで刊行されている。

## 単行本
堤利一郎 『ゴッドシーカー』 アスキー・メディアワークス〈電撃コミックス〉、全2巻
1. 2011年1月27日発売、ISBN 978-4-04-870243-0
2. 2012年1月27日発売、ISBN 978-4-04-886279-0